# Кастелветрано
Кастелветра̀но (на италиански: Castelvetrano, на сицилиански Castedduvitranu, Кастедувитрану) е град и община в южна Италия, провинция Трапани, автономен регион и остров Сицилия. Разположен е на 187 m надморска височина. Населението на града е 30 683 души (към 2011 г.).
В общинската територия се намира античен древногръцки град Селинунт.

## Известни личности
Починали в Кастелветрано
- Салваторе Джулиано (1922-1950), престъпник